# شیوه‌های نقد ادبی
شیوه‌های نقد ادبی کتابی از دیوید دیچز با ترجمهٔ غلامحسین یوسفی و محمد تقی صدقیانی است که در سال ۱۳۶۶ منتشر و در مراسم کتاب سال جمهوری اسلامی ایران به‌عنوان کتاب برگزیده معرفی شد.